# Tadeja Majerič
Tadeja Majerič (ur. 31 sierpnia 1990 w Mariborze) – słoweńska tenisistka.
Po raz pierwszy w zawodowym turnieju wzięła udział w kwietniu 2005 roku. Udanie przeszła wtedy kwalifikacje do turnieju rangi ITF, w chorwackiej Makarskiej, i zagrała w turnieju głównym, w którym jednak odpadła w pierwszej rundzie. W maju 2006 roku osiągnęła finał podobnej imprezy w Zadarze, przegrywając w nim z Ani Mijačiką.
We wrześniu 2006 roku wzięła udział w kwalifikacjach do turnieju cyklu WTA w Portorožu, w których pokonała Margit Rüütel, Dominikę Cibulkovą oraz Lucie Hradecką, i awansowała do fazy głównej rozgrywek. W pierwszej rundzie przegrała z rodaczką, Andreją Klepač i odpadła z turnieju.
W 2007 roku wygrała swój pierwszy turniej ITF w grze pojedynczej, w Paliciu, pokonując w finale Bułgarkę Biljanę Pawłową a w 2010 wygrała pierwszy turniej deblowy w Mariborze, w parze z Andreją Klepač.
W sumie wygrała osiem turniejów w grze pojedynczej i pięć w grze podwójnej rangi ITF.
Reprezentowała również swój kraj w Pucharze Federacji.

## Wygrane turnieje rangi ITF
| turnieje z pulą nagród 100 000 $ |
| turnieje z pulą nagród 75 000 $  |
| turnieje z pulą nagród 50 000 $  |
| turnieje z pulą nagród 25 000 $  |
| turnieje z pulą nagród 15 000 $  |
| turnieje z pulą nagród 10 000 $  |

### Gra pojedyncza
|    | Data       | Turniej       | Kat. | ($)    | Naw.      | Finalistka         | Wynik         |
| 1. | 02/09/2007 | Palić         | ITF  | 10 000 | ziemna    | Biljana Pawłowa    | 6:2, 6:2      |
| 2. | 16/05/2009 | Tanjung Selor | ITF  | 25 000 | twarda    | Nudnida Luangnam   | 6:3, 7:5      |
| 3. | 22/01/2011 | Muzaffarnagar | ITF  | 25 000 | trawiasta | Zheng Saisai       | 6:2, 5:7, 6:2 |
| 4. | 29/12/2012 | Pune          | ITF  | 25 000 | twarda    | Basak Eraydin      | 6:2, 6:4      |
| 5. | 13/01/2013 | Innisbrook    | ITF  | 25 000 | ziemna    | Ajla Tomljanović   | 6:2, 6:3      |
| 6. | 05/05/2013 | Caracas       | ITF  | 25 000 | twarda    | Adriana Pérez      | 1:6, 6:3, 7:5 |
| 7. | 20/10/2013 | Lagos         | ITF  | 25 000 | twarda    | Dalila Jakupovic   | 7:5, 7:5      |
| 8. | 16/01/2016 | Aurangabad    | ITF  | 25 000 | ziemna    | Wałerija Strachowa | 6:4, 6:3      |
| 9. | 16/10/2016 | Lagos         | ITF  | 25 000 | twarda    | Conny Perrin       | 3:6, 6:1, 6:1 |